# Alexandru Ciupe
Alexandru Remus Ciupe (ur. 18 marca 1972 w Uileacu de Beiuș) – rumuński, a potem kanadyjski judoka. Dwukrotny olimpijczyk. Zajął siódme miejsce w Barcelonie 1992 i 21. w Atlancie 1996. Walczył w wadze półśredniej.
Siódmy na mistrzostwach świata w 1993 i 1995; uczestnik zawodów w 2001 i 2005. Startował w Pucharze Świata w latach 1991–1993, 1996 i 1997–2007. Piąty na mistrzostwach Europy w 1992. Srebrny medalista mistrzostw panamerykańskich w 2005 i 2006 roku.

## Letnie Igrzyska Olimpijskie 1996
| Konkurencja | Eliminacje               | Klas. końcowa |
| Konkurencja | Przeciwnik I             | Miejsce       |
| ----------- | ------------------------ | ------------- |
| 78 kg       | Vladimir Shmakov (UZB) P | 21.           |

## Letnie Igrzyska Olimpijskie 1992
| Konkurencja | Eliminacje               | Eliminacje                 | Eliminacje               | Repasaże             | Repasaże                  | Klas. końcowa |
| Konkurencja | Przeciwnik I             | Przeciwnik II              | 1/4                      | Przeciwnik I         | Przeciwnik II             | Miejsce       |
| ----------- | ------------------------ | -------------------------- | ------------------------ | -------------------- | ------------------------- | ------------- |
| 78 kg       | Abdul Kader Dabo (MLI) Z | Krzysztof Kamiński (POL) Z | Hidehiko Yoshida (JPN) P | Fadi Saikali (LIB) Z | Bertrand Damaisin (FRA) P | 7.            |